# Efekt izolacji
Efekt izolacji nazywany również efektem von Restorff oraz fenomenem Kohlera-Restorff − tendencja do lepszego zapamiętywania obiektów, które w jakiś sposób wyróżniają się z otoczenia.

## Wyjaśnienie efektu
Pierwsze badania, które potwierdziły intuicyjną hipotezę badaczy o lepszym zapamiętywaniu zdarzeń wyróżniających się z otaczającego ich środowiska, datuje się na koniec XIX wieku, natomiast próby wyjaśnienia tego zjawiska podjęto dopiero w latach 50. XX wieku. W 1948 r. zasugerowano, że efekt izolacji wynika z uwagi, jaką obdarza się wyróżnione rzeczy. Koncepcja ta była krytykowana, a oponenci tłumaczyli, że uwaga zostaje zaktywizowana tylko w pierwszej chwili, więc nie wpływa na pamięć. Obecne wyjaśnienie tego efektu sugeruje, że główną rolę pełnią tu procesy poznawcze odpowiedzialne za analizę przetwarzania podobieństw i różnic pomiędzy obiektami.

## Nazwa efektu
Alternatywną nazwę efekt zawdzięcza niemieckiej psycholog i lekarz Hedwig von Restorff (1906−1962), która odkryła, że przy uczeniu się listy bezsensownych słów łatwiej zapamiętuje się te, które w jakiś sposób wyróżniają się spośród innych (na przykład są napisane większymi literami lub mają inny kolor). Pomimo że już w artykule z 1933 roku proponowała wyjaśnienie tego zjawiska, to przez fakt, że jej praca nigdy nie ukazała się w języku angielskim, został zupełnie przeoczony przez współczesnych jej badaczy. "Odkryty" przez anglojęzycznych naukowców po prawie 30 latach został uhonorowany eponimem w nazwie efektu i obecnie jej praca jest szeroko cytowana.